# Седлецкая, Ольга Яковлевна
О́льга Я́ковлевна Седле́цкая (11 октября 1938, Москва, РСФСР, СССР ― 2 ноября 2018, Магадан, Россия) ― российская артистка, певица, Заслуженная артистка РСФСР (1982), Народная артистка Российской Федерации (1999), актриса Магаданского музыкального и драматического театра имени А. М. Горького.

## Биография
Родилась 11 октября 1938 года в Москве, РСФСР.
После завершения учёбы в музыкальной школе (училась по классу скрипки) поступила в Московский автомеханический техникум, который окончила с красным дипломом.  Работала конструктором в отделе главного конструктора автомобильного завода имени Лихачева.
Однако верх взяли артистические корни ― её отец был профессиональным дирижером, а мать ― балериной.
Стала выступать в самодеятельности Дворца культуры имени Лихачева, после чего начала работать в эстрадном оркестре. Первый заметный успех пришёл в 1957 году, когда она стала лауреатом Московского международного фестиваля молодежи и студентов.
Поступила в ГИТИС имени Луначарского. В институте её педагогом была Мария Петровна Максакова. Ольга Яковлевна так вспоминает студенческие годы:

Там меня часто путали с Наташей Гундаревой, мы были очень похожи с ней. А еще на другом курсе учился Лев Лещенко, в общем, многие потом стали известными актерами и певцами.
В 1964 году переехала в город Магадан вместе с мужем, актером Львом Тузом. Здесь Седлецкая стала ведущей актрисой Магаданского музыкального и драматического театра имени А. М. Горького.
За полвека яркая характерная актриса сыграла более 160 ролей. Довелось ей сыграть и в театре драмы, в спектакле «Средь бела дня…» по «Волкам и овцам» А. Островского, куда ее пригласила заслуженная артистка РСФСР Анна Варпаховская. Спектакль имел огромный успех, но в силу различных обстоятельств шел на сцене недолго.
Преподавала сценическое мастерство в Магаданском училище искусств, Северном гуманитарном лицее. Депутат Магаданского городского совета двух созывов.
Умерла 2 ноября 2018 года, похоронена на Марчеканском кладбище Магадана.

## Театральные работы
- «Цирк зажигает огни»
- Нинон ― «Фиалка Монмартра»
- Мариэтта ― «Баядера»,
- Донская казачка Марфа ― «Бабий бунт»
- Пенелопа в одноименной оперетте,
- Мирабелла ― «Цыганский барон»,
- Молодая Анжелика и тетя Дина ― «Севастопольский вальс», «Сильва»,
- «Марица»
- «Как бы нам пришить старушку»,
- «Граф Люксембург»,
- «Женихи»,
- «Хлестаков из Петербурга»,
- «Ханума»,
- Жанна ― «На рассвете»,
- Регина ― «Вольном ветре»,
- Елизавета Семеновна ― «Все начинается с любви».

## Награды и звания
- Медаль ордена «За заслуги перед Отечеством» II степени (2004).
- Народная артистка Российской Федерации (1999).
- Заслуженная артистка РСФСР (1982).
- Лауреат высшей театральной премией «Золотая маска» за выдающийся вклад в развитие театрального искусства России.
- Почётный гражданин Магаданской области.